# Географија Малезије
Географија Малезије бави се физичком и људском географијом Малезије, земље југоисточне Азије. Постоје два главна дела ове земље, полуострвска Малезија на западу и источна Малезија. Поред тога, постоје бројна мања острва која окружују обе копнене масе. Полуострво Малезија налази се на најјужнијем делу малајског полуострва, јужно од Тајланда, северно од Сингапура и источно од индонежанског острва Суматра, Источна Малезија обухвата већи део северног дела острва Борнео, са копненим границама које се деле са Брунејима на северу и индонежанским Борнеом који је на југу.

## Клима
Смештена у близини екватора, клима Малезије је категорисана као екваторијална, врућа и влажна током целе године. Просечна количина падавина је 250 cm (98 in) годину дана, а просечна температура је 27 °C (80,6 °F). Клима на полуострву и истоку се разликују, јер на климу на полуострву директно утиче ветар са копна, за разлику од поморских временских прилика Истока. Малезија је изложена ефекту Ел Нињо, који смањује кише у сушној сезони. Глобално загревање ће вероватно имати значајан утицај на Малезију, повећавајући ниво светског мора и кише, повећавајући ризике од поплава и водећи до великих суша.
Малезија се суочава са две сезоне монсунских ветрова, југозападним монсуном од краја маја до септембра и североисточним монсуном од октобра до марта. Североисточни монсун, пореклом из Кине и Тихог океана, доноси више падавина у поређењу са југозападним монсуном, који потиче из пустиња Аустралије. Март и октобар чине прелазе између два монсуна.
На локалну климу утиче присуство планинских ланаца у читавој Малезији, а клима се може поделити на ону на висоравни, низијама и приобалним регионима. Обале имају сунчану климу, са температурама између 23 °C и 32 °C, а киша се креће од 10 до 30 cm месец дана. Низије имају сличну температуру, али следе препознатљивији образац киша и показују веома висок ниво влажности. Висоравни су хладније и влажније и показује веће температурне разлике. Велика количина облачности је присутна изнад висоравни, које имају ниво влажности који не пада испод 75%.
Највиша температура забележена је у месту Чупинг, Перлис, 9. априла 1998. године износила је 40 °C (104 °F). Најнижа температура (званична) забележена је на планини Кинабалу, Сабах, 28. октобра 2018. године са -2,4 °C. Највише снежних падавина забележено у годину дана било је 3 cm (1,2 in) на планини Кинабалу, Сабах, 1975, 1990. и 1993. године. Највише кише забележено у једном дану било је 608 mm у Кота Бхару, Келантан, 6. јануара 1967. Највише кише забележено у години било је 5.687 mm (223,9 in) у Сандакану, Сабах 2006. године. У међувремену, најмање кише забележено у години било је 1.151 mm (45,3 in) у Тавау, Сабах 1997. Највлажнији град у Малезији је Кучинг, Саравак са просечном кишом од 4.159 mm (163,7 in) са 279 кишних дана годишње. Најсушније место у Малезији је у Ситиавану, Перак, са просечном количином падавина од само 1,787 mm годишње.

## Геологија
Малезија је тектонски неактивна. Најстарије стене у земљи датирају од пре 540 милиона година и углавном су седиментне. Најчешћи облик стена је кречњак, настао током палеозојске ере. Кречњак положен у источној Малезији током терцијарног периода од тада је еродирао и таква ерозија формира басене седиментних стена богатих нафтом и природним гасом. Планински ланци у Малезији настали су кроз орогенезу која је започела у мезозојској ери.
Укупна копнена површина Малезије износи 329.847 km2 (127.350 sq mi), 66. по величини држава на свету по површини. Једина је земља која садржи копно и на Азији и на Малајском архипелагу. Полуострво Малезија чини 132.090 km2 (51.000 sq mi), или готово 40% копнене површине земље, док Источна Малезија покрива 198.847 km2 (76.780 sq mi), или 60%. Од укупне површине земљишта, 1.200 km2 (460 sq mi) или 0,37% чини вода као што су језера, реке или друге унутрашње воде. Малезија има укупну обалу од 4.675 km (2.905 mi), а полуострвска Малезија има 2.068 km (1.285 mi), док Источна Малезија има 2.607 km (1.620 mi) обале.
Малезија има 29. најдужу обалу на свету. Два различита дела Малезије, међусобно одвојена Натунским морем, деле углавном сличан пејзаж по томе што и западна (полуострвска) и источна Малезија имају обалне равнице које се уздижу до брда и планина.
Полуострво Малезија покрива јужну половину малајског полуострва, и простире се на 740 km (460 mi) од севера ка југу, а његова максимална ширина је 322 km (200 mi). Надморске висине је преко 150 m (492 ft). Отприлике половина полуострва Малезије покривена је гранитом и другим магматским стенама, трећину више покривају слојевите стене старије од гранита, а остатак наплавина.
Луке су доступне само на западној страни полуострва, а најплодније земљиште настаје када речне долине излазе у море. Обалне равнице које се граниче са тесним мореузима Малака најгушће су насељена подручја Малезије и садрже главни град Малезије Куала Лумпур.
Источна Малезија, на острву Борнео, има обалу од 2.607 km (1.620 mi). Подељен је између приморских крајева, брда и долина и планинске унутрашњости. Постоје само два велика града, Кучинг и Кота Кинабалу. Већи део јужног Саравака чине обалне низије, које се померају на низ висоравни које иду ка северу, завршавајући се у планинским регионима Сабах.

### Планински венци
Малезија је углавном равна, са многим планинским ланцима, али скромне висине раштркане на њеној територији. Изузетка је Crocker Range, највиши планински ланац у Малезији смештен у држави Сабах, који државу дели на пола. Он укључује планину Кинабалу, највишу планину у земљи, као и планину Тамбујукон, трећу по висини у земљи. Планина Кинабалу, на 4.095,2 m (13.436 ft), највиша је планина у Малезији, која 1.453,2 m (4.768 ft) 55% виша од планине Трусмади као друга највиша у Малезији и заштићена је као Национални парк Кинабалу, место Унескове светске баштине.
Планински ланци на истоку прате стазе север-југ или североисток-југозапад, а највиши ланци чине границу између Малезије и Индонезије. Планине садрже многе шиљасте врхове кречњака. У ланцу Трусмади, такође у Сабаху, налази се планина Трусмади. Брдо Бомбалаи у Сабаху једини је активни вулкан у Малезији.
Полуострво Малезија садржи бројне планинске венце који се пружају паралелно од севера према југу дуж полуострва. Главни планински ланац су планине Титивангса, које деле полуострво између његове источне и западне обале. У њему се налази планина Корбу, други највиши врх на полуострву. Ове планине су јако пошумљене и углавном су састављене од гранита. Распрострањеност је порекло неких речних система полуострва Малезије. Источно од овог ланца налази се венац Бинтанг. Највиши врх на полуострву је планина Тахан, смештена на ланцу Тахан.

### Пећине
Бројне пећине пролазе кроз земљу због крашког пејзажа узрокованог кречењем воде која еродира. Пећине Мулу у источној Малезији су највеће пећине на свету. Налазе се између ланца Пенамбо и Брунеја и чине главну туристичку атракцију. На 700 m (2.297 ft) дугачка и 70 m (230 ft) висока Саравачка комора је највећа пећинска комора на свету. Остале познате пећине су 1,6 km (1 mi) Јеленска пећина и Лангова пећина.

### Острва
Малезија садржи бројна острва, од којих је највеће Банги острво у Сабаху, који има површину од 440,7 km2 (170 sq mi). Следе острво Бетруит у Сараваку, Лангкави у Кедаху и острво Пенанг. Највеће острво које се дели са другом државом је Борнео, а следи острво Себатик. Поред тога, Малезија се налази унутар светске дистрибуције коралних гребена. Гребени се обично могу наћи око острва Сипадан, Свалов Реф и острва Реданг. Острво Сипадан, подморска планина, једино је океанско острво у Малезији.

## Шуме
Малезијске шуме сврставају се у тропске кишне шуме. Отприлике 58,2% малезијског земљишта покривено је шумом. Велика количина низијске шуме присутна је испод надморске висине од 760 m (2.493 ft). Источна Малезија, као и већина Борнеа, раније је била покривена низинским кишним шумама Борнеа са преко 2000 врста дрвећа. Међутим, већи део је очишћен, због повећања сече шуме од 1960-их и повећања променљиве обраде. Преко 80% шума Саравака је оборено, а сеча дрва широм Источне Малезије загадила је водене токове, повећала ерозију и оштетила пољопривреду. Неке државне владе су сада предузеле мере да зауставе деградацију прашуме.
Малезијске прашуме су направљене од разних врста, углавном Dipterocarpaceae, мочвара и мангрова. Већину шума чине Dipterocarpaceae, чије врсте су усредсређене у Малезији. Има преко 1.425 km2 (550 sq mi) мангрова у Малезији. Нека подручја су означена као шумски резервати, државни паркови или национални паркови. Управљање овим резерватима је под контролом одељења за дивље животиње и националног парка, шумског одељења Саравака, шумарског одељења Сабах, Сабах фондације и Сабах паркова. Од 2000. године постоје две локације светске баштине под природном категоријом: Национални парк Кинабалу и Национални парк Гунунг Мулу.

### Екорегије
Малезија је подељена на неколико еколошких региона тропских шума.
Полуострво Малезија је дом полуострвских малезијских кишних шума, горских кишних шума, тресетних мочварних шума и полузелених кишних шума.
Источна Малезија дом је низинских кишних шума Борнео, планинских кишних шума, тресетних мочварних шума, слатководних мочварних шума југозападног Борнеа и шума Сундаланд.
На западној обали полуострва Малезије чести су мангрове обале Мјанмара. Индогринске мангрове обрубљују источну обалу полуострва Малезије.

## Екстремне тачке
Најјужнија тачка Малезије налази се у округу Сериан, у граду Саравак. Рт Танџунг Пијаи на јужном врху Јохора је најјужнија тачка на полуострву, а самим тим и целе континенталне Евроазије. Најисточнија тачка налази се на врху полуострва Дент у округу Лахад Дату у Сабаху. Најсевернија тачка налази се на северном врху острва Банги. Најзападнија тачка је острво Перак, стена од пешчара која је део државе Кедах.

## Водене површине
Између полуострвске Малезије и Источне Малезије налази се море Натуна, највеће водено тело око Малезије. Са западне обале Пенинсулара постоји Малајски мореуз према југу, и Андаманско море према северу. Малајски мореуз, који се налази између Суматре и полуострва Малезије, вероватно је најважнија транспортна стаза на свету. Ова мора су маргинална мора Индијског океана.
Поред источне обале полуострва Малезије налази се Јужнокинеско море, док се мали део на северу налази у Тајландском заливу. Они чине део маргиналних мора Тихог океана. Јохоров мореуз, са југа полуострва, делује као поморска граница Малезије и Сингапура. У источној Малезији, западне обале Сабаха и Саравака окренуте су ка Јужнокинеском мору. Североисточна обала Сабаха окренута је према Сулуском мору, док је југоисточна окренута према Целебеском мору.
Малезија захтева 12 наутичких миља (22 km (14 mi)) као његове територијалне воде, које се протежу у корални троугао. Такође има ексклузивну економску зону од 334.671 km2 (129.217 sq mi) на основу 200 m (656 ft) наутичких миља од обалске основне линије. Територијални захтев за Малачки мореуз деле Малезија и Индонезија у складу са уговором потписаним 1970. године познатим као Уговор између Републике Индонезије и Малезије о одређивању граничних линија територијалних вода двеју нација на Малачком мореузу.

### Језера
Језеро Бера у Пахангу једно је од највећих језера у Малезији и једно од два природна језера у Малезији са језером Чини. Језеро Педу удаљено је 12 km од дугог језера које се налази 5 km од малезијско-тајландске границе и језера Кењир је највеће вештачко језеро у југоисточној Азији.

### Реке
Постоји много система река који се налазе око Малезије. Најдужа је река Рајанг у Сараваку, дужине 760 km. Друга по дужини је река Кинабатанган у Сабаху, дужине 560 km (348 mi). Најдужа река на полуострву Малезије је река Паханг дужине 435 km (270 mi).

## Дивљина
Малезија је мегадиверсна земља, са великим бројем врста и високим нивоом ендемизма. Ове шуме садрже рафлезије, највећи цвет на свету. Чишћење низинских кишних шума Борнеа проузроковало је повлачење дивљих животиња у планинске кишне шуме у унутрашњости.

## Природне катастрофе
Географски положај Малезије штити земљу од већине највећих природних катастрофа. Налази се на сеизмички стабилној плочи која минимизира директне ризике од земљотреса и вулкана, делимично је заштићена од цунамија околним копненим масама и ретка је мета за тропске урагане. Међутим, тропска клима у земљи подлеже је ризику од поплава, клизишта и дуготрајне суше. Глобалне климатске промене могу погоршати ситуацију екстремним временским догађајима у југоисточној Азији који подижу економске, политичке и социјалне ризике за Малезију.

### Олује и поплаве
Са 189 водених сливова и просечном количином кише од преко 2000—4000 мм годишње, Малезија је склона речним, муљевитим поплавама које се крећу од вишесатних поплава, до дуготрајних поплава на равном, ниском земљишту дуж главних притока и главних стабљика. Од 1926. године у Малезији је било петнаест случајева великих поплава. Поплаве су биле главна брига последњих деценија због брзог развоја у сливовима река који је довео до повећаног површинског и речног отицања, повећаног накупљања талога у рекама и већег ризика од изливања река. Поплаве у Јохору 2006. и 2007. резултирале су губитком од 1,5 милијарди малезијских рингита и осамнаест живота, уз привремено расељење 110.000 људи.
Због слабих кориолисових снага из непосредне близине екватора, тропски циклони су изузетно ретки за земљу, упркос близини веома активног басена тропских циклона северозападног Пацифика; једини тропски циклон који је значајно утицао на Малезију од када су записи започети била је тропска олуја Вамеј 2001. године.

### Сеизмичка активност
Малезија је углавном сеизмички стабилна са мало савремене историје вулканских активности, смештена у потпуности на тектонској плочи Сунда, између две главне границе аустралијске и евроазијске плоче на западу полуострва Малезије, и филипинске и евроазијске плоче у Борнеу. Полуострво Малезија навикло је на благо подрхтавање изазвано земљотресима дуж суматранских острва Индонезије. Међутим, пар ретких земљотреса који нису пореклом са Суматре осетили су се на већем делу полуострва Малезије и Сингапура 31. јануара 1922. и 7. фебруара 1922. У Сабаху постоји ризик од више умерених земљотреса унутар и изван плоче, због своје близине активних тектонских активности дуж ватреног појаса Пацифика, са рекордним земљотресима 1976. и 2015. године у просек од 6,0 магнитуда потреса. Као и код Сингапура, ефекти подрхтавања такође се значајније осећају на небодерима уобичајеним у насељеним центрима у Малезији због ефеката механичке резонанце. Брдо Бомбалаи, једини познати вулкан у земљи, такође се налази на источној ивица Сабаха и последњи пут је еруптирао пре приближно 10.000 година.
Интересовање за ризике од цунамија за Малезију, такође, је порасло од земљотреса и цунамија у Индијском океану 2004. године. Иако је западну обалу полуострва Малезије острво Суматран у великој мери заштитило од пуних ефеката таласа генерисаних земљотресом, слабији одбијени таласи цунамија довели су до оштећења и губитака дуж северозападне обале полуострва Малезија, утичући Перлис, Кедах, Пенанг и Перак. Катастрофа, такође, наглашава ризик од додатних цунамија који би могли погодити обале у директном низу подморских раседа, првенствено око Јужно кинеског мора.

## Природни ресурси

### Минерали и нафта
Малезија производи нафту и њен је извозник. Такође производи течни природни гас као и разне друге сродне производе, од којих се већина налази на обалама Теренгануа, Сабаха и Саравака. Међу осталим значајним природним ресурсима спадају калај, дрво, бакар, гвожђе, руда и боксит.
Малезија је била највећи извозник калаја до пропасти индустрије 1980-их. Наслаге калаја налазе се у областима Селангор, долина Кинта у Пераку, Пахангу и Јохору. Постоје значајна налазишта злата у Раубу и Куала Липису, као и Келантану.
Угаљ је углавном концентрисан у Капиту, Мукаху и Силантеку.

### Шумарство
Дрво се може наћи у огромним џунглама Малезије, посебно у Источној Малезији. Укупан извоз дрвне индустрије и дрвних производа из Малезије у 2007. години износио је 23,4 милијарде малезијског рингита.

### Употреба земљишта
Велике површине земљишта користе се као плантаже палминог уља, плантаже гуме и необрађена поља. Малезија је највећи извозник палминог уља на свету који је 2007. произвео 15,8 милиона тона сировог палминог уља. Малезија је, такође, један од највећих произвођача и извозника гуме и осталих производа од гуме.
Од 2011. године проценат обрадивог земљишта у Малезији је 5,44%. Ратарске површине чине 17,49%, док остале намене земљишта чине 77,07%. Од 2009. године наводњавано земљиште покрива 3.800 km². Укупни обновљиви водни ресурси укупно износи 580 кубних км од 2011. године.

## Антропогеографија
Полуострво Малезија насељено је више од Источне Малезије где на полуострву живи 79,2% становништва. Године 2002. 59% малезијског становништва живело је у урбаним срединама, док остатак живи у руралним подручјима. Највећи град је Куала Лумпур са 1,89 милиона становника у граду и око 7 милиона у градском подручју познатом као долина Кланг. Остали већи градови су Џорџтаун, Ипох, Јохор Бахру, Кучинг и Кота Кинабалу.

## Политичка географија
Малезија је подељена на тринаест држава и три савезне територије. Једанаест држава и две савезне територије налазе се на полуострву Малезија. Док се две државе и једна савезна територија налазе у Источној Малезији. Државе су даље подељене на управне округе. У Сабаху и Сараваку су прво подељени на дивизије, а затим даље у округе. Постоје посебна одељења за изборне јединице за потребе гласања.
Међународне границе између Малезије и Индонезије, Тајланда, Сингапура и Брунеја дефинисане су углавном геолошким карактеристикама попут реке Перлис и реке Голок између Малезије и Тајланда; Јохоров мореуз између Малезије и Сингапура; и Пагалајски канал између Малезије и Брунеја. Међутим, границе које се протежу до мора дефинисане су споразумима као што су споразум о територијалним водама Јохоре из 1927. године који дефинише водену границу Малезије и Сингапура.

### Гранични спорови
Малезијске копнене границе су добро успостављене. Граница са Тајландом успостављена је 1909. године када је Тајланд Британцима уступио Кедах, Келантан, Перлис и Теренгану. Поморски гранични спорови између Брунеја и Малезије и полагање права Брунеја на Лимбанг, Саравак, решени су разменом писама двеју земаља 16. марта 2009. године након двадесет година преговора.
Малезија и Индонезија имају нека преклапајућа поморска потраживања, посебно у подручју око Сабаха. Стална серија састанака за решавање ових захтева произвела је шеснаест граничних споразума (до септембра 2010). Малезија и Сингапур такође имају спорове у вези са неким поморским границама.
Филипини имају неактиван захтев на источни део малезијске државе Сабах. Малезија је такође умешана у спор који укључује Вијетнам, Брунеј, Кину, Филипине и Републику Кину (Тајван), у вези са острвима Спретли у Јужно кинеском мору.